# John O'Brien
John Patrick O'Brien (Los Angeles, 29 augustus 1977) is een voormalig Amerikaans voetbalspeler die tot het seizoen 2005/06 actief was bij ADO Den Haag, Ajax en FC Utrecht in de Nederlandse Eredivisie. Hij kwam 32 keer uit voor het Amerikaans voetbalelftal.

## Carrière
O'Brien begon zijn profcarrière in zijn vaderland waar hij achtereenvolgens actief was voor de Manhattan Beach Hurricanes, California Fliers en Pasadena Exile. In 1998 werd hij dan opgemerkt door de scouts van Ajax. Tijdens het seizoen 1998/99 werd hij aanvankelijk uitgeleend aan FC Utrecht, waarvoor hij tweemaal scoorde in negentien wedstrijden.
Het daaropvolgende seizoen mocht hij bij Ajax aantreden. In zijn debuutwedstrijd voor de Amsterdammers (17 oktober 1999 tegen N.E.C.) kwam O'Brien meteen tot scoren. Datzelfde seizoen speelde O'Brien nog vijftien keer, maar het bleef bij die ene goal.
Het seizoen 2000/01 was voor O'Brien een zware teleurstelling. Door blessures en interlandverplichtingen kwam hij vier keer aan spelen toe.
Gedurende het seizoen 2001/02 kwam O'Brien 29 keer op het veld (met twee doelpunten tot gevolg). In dit seizoen werd hij met Ajax kampioen van Nederland. Ook de beker mocht Ajax dat jaar op haar palmares bijschrijven.
Vanaf dan begonnen er twee seizoenen van kommer en kwel voor O'Brien, dit ondanks twaalf wedstrijden in de basis bij aanvang van 2002/03. Blessures vielen hem daarna te beurt, onder andere aan zijn achillespees en hamstrings.
Ondanks een verlengd contract in juni 2004, maakten Ajax en O'Brien op 21 februari 2005 een einde aan de overeenkomst. O'Brien had op dat moment 84 officiële wedstrijden bij Ajax gespeeld. Na een herstelperiode van enkele maanden verkaste O'Brien in juni 2005 naar ADO Den Haag. In de eerste helft van het seizoen 2005/06 kwam hij amper op het veld. Begin 2006 verliet hij Den Haag en vertrok hij naar de Verenigde Staten, naar Chivas USA in zijn geboorteplaats Los Angeles.
Met het Amerikaans voetbalelftal nam O'Brien deel aan het WK 2002 en het WK 2006 alsook aan de Olympische Zomerspelen 2000 (vierde plaats) en de CONCACAF Gold Cup 2005 (winst).
John O'Brien studeerde psychologie in Los Angeles. Hij is 'ambassador' voor de Ajax Online Academy.

## Carrièrestatistieken
| Seizoen         | Club                |                           | Competitie          | Competitie | Competitie | Beker | Beker | Internationaal | Internationaal | Overig | Overig | Totaal | Totaal |
| Seizoen         | Club                | Wed.                      | Competitie          | Dlp.       | Wed.       | Dlp.  | Wed.  | Dlp.           | Wed.           | Dlp.   | Wed.   | Dlp.   |        |
| --------------- | ------------------- | ------------------------- | ------------------- | ---------- | ---------- | ----- | ----- | -------------- | -------------- | ------ | ------ | ------ | ------ |
| 1998/99         | → FC Utrecht (huur) | Vlag van Nederland        | Eredivisie          | 19         | 2          | 1     | 0     | —              | —              | —      | —      | 20     | 2      |
| Club totaal     | Club totaal         | Club totaal               | Club totaal         | 19         | 2          | 1     | 0     | 0              | 0              | 0      | 0      | 20     | 2      |
| 1999/00         | AFC Ajax            | Vlag van Nederland        | Eredivisie          | 16         | 1          | 1     | 0     | 4              | 0              | 0      | 0      | 21     | 1      |
| 2000/01         | AFC Ajax            | Vlag van Nederland        | Eredivisie          | 4          | 0          | 0     | 0     | 0              | 0              | —      | —      | 4      | 0      |
| 2001/02         | AFC Ajax            | Vlag van Nederland        | Eredivisie          | 27         | 2          | 4     | 0     | 3              | 0              | —      | —      | 34     | 2      |
| 2002/03         | AFC Ajax            | Vlag van Nederland        | Eredivisie          | 13         | 0          | 2     | 0     | 5              | 0              | 1      | 0      | 21     | 0      |
| 2003/04         | AFC Ajax            | Vlag van Nederland        | Eredivisie          | 4          | 0          | 0     | 0     | 0              | 0              | —      | —      | 4      | 0      |
| 2004/05         | AFC Ajax            | Vlag van Nederland        | Eredivisie          | 2          | 0          | 0     | 0     | 0              | 0              | 0      | 0      | 2      | 0      |
| Club totaal     | Club totaal         | Club totaal               | Club totaal         | 66         | 3          | 7     | 0     | 12             | 0              | 1      | 0      | 86     | 3      |
| 2005/06         | ADO Den Haag        | Vlag van Nederland        | Eredivisie          | 3          | 0          | 1     | 0     | —              | —              | —      | —      | 4      | 0      |
| Club totaal     | Club totaal         | Club totaal               | Club totaal         | 3          | 0          | 1     | 0     | 0              | 0              | 0      | 0      | 4      | 0      |
| 2006            | Chivas USA          | Vlag van Verenigde Staten | Major League Soccer | 1          | 0          | 0     | 0     | —              | —              | —      | —      | 1      | 0      |
| Club totaal     | Club totaal         | Club totaal               | Club totaal         | 1          | 0          | 0     | 0     | 0              | 0              | 0      | 0      | 1      | 0      |
| Carrière totaal | Carrière totaal     | Carrière totaal           | Carrière totaal     | 89         | 17         | 18    | 7     | 20             | 0              | 2      | 0      | 127    | 24     |